# Ilisha striatula
Ilisha striatula är en fiskart som beskrevs av Wongratana, 1983. Ilisha striatula ingår i släktet Ilisha och familjen Pristigasteridae. Inga underarter finns listade i Catalogue of Life.